# Henry Laurence Gantt

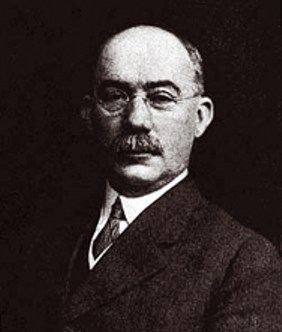
Henri Gannt

Henry Laurence Gantt (Calvert County (Maryland), 1861 – 23 november 1919) was een Amerikaans mechanisch ingenieur, managementconsultant en industry advisor die beroemd werd voor de ontwikkeling van het Gantt-chart in de jaren tien. Het Gantt-chart werd gebruikt in grote bouwprojecten als de Hoover Dam in 1931 en het Interstate Highway Network in 1956.
- Bibsys: 1039292
- CiNii: DA01387303
- Gemeinsame Normdatei: 126464138
- International Standard Name Identifier: 0000 0001 0990 0601
- Library of Congress Control Number: n50016342
- Nationale Bibliotheek van Letland: 000345160
- Bibliotheek van het Japanse parlement: 00542456
- Nationale Bibliotheek van Tsjechië: mub20181014709
- Nationale bibliotheek van Australië: 51824768
- Nationale Bibliotheek van Israël: 987007456471805171
- Nationale Bibliotheek van Polen: a0000002234246
- Nederlandse Thesaurus van Auteursnamen: 131174460
- Réseau des bibliothèques de Suisse occidentale: 02-A003278344
- SNAC: w6805gs9
- Système universitaire de documentation: 157127435
- Trove: 1509326
- Virtual International Authority File: 76686451
- WorldCat: E39PBJbCVjF36ccymgM398gdwC